# Emilio Hellín Moro
Emilio Hellín Moro, né le 8 avril 1947, est un militant espagnol d'extrême droite condamné à 43 ans de prison pour l'enlèvement et l'assassinat en 1980 de Yolanda González Martín, une jeune militante d'extrême gauche âgée de 19 ans.

## Biographie
Il faisait partie du Batallón Vasco Español, groupe terroriste d'extrême-droite.
En 1987, il profite d'une permission de sortie pour prendre la fuite et se réfugier au Paraguay où il bénéficie de la protection du régime de Stroessner.
Par la suite, il est extradé en Espagne. Après 14 ans en prison, il travaille comme consultant pour la police et la Garde civile dans le domaine de l’espionnage après avoir changé de nom (Luis Enrique Helling).